# Das große Wunschkonzert
Das große Wunschkonzert ist ein österreichischer Musik- und Liebesfilm aus dem Jahre 1960 von Arthur Maria Rabenalt. In den Hauptrollen spielt eine internationale Besetzung, darunter Carlos Thompson, Linda Christian und Edmund Purdom.

## Handlung
Die Geschichte spielt in der High Society unter den Freunden klassischer Konzertmusik. Im Mittelpunkt der Handlung steht der berühmte und gefeierte Stardirigent René von Geldern. Der Mann ist verwitwet und hat mit Susi eine kleine Tochter. Da er ein vielbeschäftigter Künstler ist, engagiert von Geldern eine junge und hübsche Erzieherin namens Inge Salinger, die sich als herzensguter Mensch erweist. Renés Exfreundin Vilma Cortini hingegen geriert sich als eine viel Aufmerksamkeit verlangende Diva und ausgesprochen eifersüchtige Oberzicke, die in Inge eine harte Konkurrentin um die Wiedererlangung der Gunst des Dirigenten sieht. Daher verlangt sie Fräulein Salingers Entlassung. Von Geldern fügt sich schließlich Vilmas Druck und feuert die Erzieherin.
Dies aber passt nun wiederum Klein-Susi überhaupt nicht in den Kram, hat sie Inge mittlerweile doch sehr lieb gewonnen und wünscht sich nichts sehnlicher, als dass die junge Frau ihre neue Mutter wird. Um dieses Ziel zu erreichen, reißt das Mädchen kurzerhand aus. Von Geldern hat nun in der Folgezeit alle Hände voll zu tun: er muss die nervig-intrigante Vilma Cortini loswerden, sich zeitgleich auf das anstehende Wunschkonzert vorbereiten und ganz nebenbei auch noch seine Tochter wieder finden. Am Ende fügt sich beim titelgebenden großen Wunschkonzert alles zum Guten, und von Geldern hat nicht nur einen künstlerischen Erfolg dirigiert, sondern auch noch für sich eine neue Frau fürs Leben und für die überglückliche Susi eine neue Mutter gefunden.

## Produktionsnotizen
Das große Wunschkonzert wurde am 19. Dezember 1960 in Innsbruck uraufgeführt. Die Filmbauten entwarf Fritz Mögle und wurden von Heinz Ockermüller umgesetzt.

## Kritiken
Paimann’s Filmlisten resümierte: „Nach einer x-mal abgewandelten Idee mit imposanten musikalischen Veranstaltungen des seriösen und leichten Genres in elegant ausgestatteten Räumen.“

„Harmloser sentimentaler Musikfilm über einen Stardirigenten und sein mutterloses Töchterchen, von Waisenkindern, Sängerknaben und einer hübschen Erzieherin.“